# ألفارو باربا
ألفارو باربا (بالإسبانية: Álvaro Barba)‏ هو سائق سيارة سباق إسباني، ولد في 17 فبراير 1984 في إشبيلية في إسبانيا.

## روابط خارجية
- ألفارو باربا على موقع DriverDB.com (الإنجليزية)